# When Seconds Count
Albums de Survivor
Vital Signs
(1984) Too Hot to Sleep
(1988)
When Seconds Count est le sixième album publié par Survivor en 1986 sur le label Scotti Brothers. Produit par Ron Nevison et coproduit par Frankie Sullivan, cet album s'est classé à la 49e place du Billboard 200 le 3 janvier 1987 mais n'a toujours pas obtenu de certification officielle de la RIAA.

## Singles
- Man Against The World, classé n°86 du Billboard Hot 100 le 23 mai 1987
- How Much Love, classé n°51 du Billboard Hot 100 le 28 mars 1987
- Is This Love, classé n°9 du Billboard Hot 100 le 17 janvier 1987

## Liste des titres
Toutes les chansons sont de Jim Peterik et Frank Sullivan, sauf indication contraire.
| No  | Titre                                                                   | Auteur                     | Durée |
| --- | ----------------------------------------------------------------------- | -------------------------- | ----- |
| 1.  | How Much Love                                                           |                            | 3:58  |
| 2.  | Keep It Right Here                                                      | Jamison, Peterik, Sullivan | 4:28  |
| 3.  | Is This Love                                                            |                            | 3:42  |
| 4.  | Man Against The World                                                   | Jamison, Peterik, Sullivan | 3:35  |
| 5.  | Rebel Son                                                               | Jamison, Peterik, Sullivan | 4:37  |
| 6.  | Oceans                                                                  |                            | 4:39  |
| 7.  | When Seconds Count                                                      |                            | 4:05  |
| 8.  | Backstreet Love Affair                                                  |                            | 4:01  |
| 9.  | In Good Faith                                                           | Jamison, Peterik, Sullivan | 4:22  |
| 10. | Can't Let You Go                                                        |                            | 4:42  |
| 11. | Burning Heart (Bonus track sur la réédition CD chez Rock Candy Records) |                            | 3:58  |

## Musiciens
- Jimi Jamison : chant et chœurs
- Jim Peterik : claviers et chœurs
- Frankie Sullivan : guitare et chœurs
- Stephen Ellis : basse
- Marc Droubay : batterie

## Musiciens additionnels
- Mike Moran : claviers
- Bill Cuomo : claviers
- Tom Kelly : chœurs
- Tommy Shaw : chœurs